# 白斑嫵琉灰蝶
白斑嫵琉灰蝶（学名：Udara albocaerulea），又名白斑琉璃小灰蝶、白斑嫵灰蝶、白斑瑠璃小灰蝶，为灰蝶科嫵琉灰蝶属下的一个种。

## 描述
本種為中型灰蝶，具雌雄二型性。體背暗褐帶藍，腹面白色。頭部有褐色毛，額中央具白帶；觸角黑褐帶白環；口器褐，下唇鬚白色帶部分黑褐，末端細長如棒。複眼被毛。足白色，具褐色條紋，雄蝶前足跗節癒合，末端尖彎；雌蝶則不癒合。
前翅長13-17 mm，外形為三角形略呈弧形，外緣略突出；後翅扇形。翅背面：雄蝶呈紫藍或亮藍色，前翅外緣有明顯黑邊，前後翅多有白斑；雌蝶翅背為褐色，翅基至中央具藍色紋，外緣寬黑，藍紋外側有白斑，後翅則帶模糊藍灰紋。
翅腹面為白色，中央有一列暗褐斑：前翅斑紋呈短紋列或弧形排列，後翅斑點則蜿蜒，並於Rs室偏向翅基。翅中室端有細褐線，後翅亞基部及中室內常有小褐點。外緣有一列黑點。緣毛白，翅脈端褐色。

## 分佈
分布於喜馬拉雅地區、印度東北部、中南半島、蘇門答臘、爪哇、日本及中國大陸南部等地，在臺灣則見於低至中海拔地帶。

## 棲地
棲息於常綠闊葉林，一年多代。成蝶會訪花，雄蝶喜至濕地吸水或取食鳥糞；幼蟲以五福花科呂宋莢蒾的花穗為食。

## 亞種
- U. a. albocaerulea (雲南)
- U. a. scharffi (Corbet, 1937) (馬來西亞西部)
- U. a. sauteri (Fruhstorfer, 1917) (台灣) (Udara sauteri是Udara albocaerulea的異名[2])
- U. a. yamanotoi (Murayama, 1953) (日本)